# Uttersjön (Hyssna socken, Västergötland)
Uttersjön är en sjö i Borås kommun och Marks kommun i Västergötland och ingår i Viskans huvudavrinningsområde. Sjön har en area på 0,044 kvadratkilometer och ligger 140,8 meter över havet.

## Delavrinningsområde
Uttersjön ingår i det delavrinningsområde (639256-131274) som SMHI kallar för Mynnar i Surtan. Medelhöjden är 148 meter över havet och ytan är 36,76 kvadratkilometer. Det finns inga avrinningsområden uppströms utan avrinningsområdet är högsta punkten. Surtan som avvattnar avrinningsområdet har biflödesordning 3, vilket innebär att vattnet flödar genom totalt 3 vattendrag innan det når havet efter 65 kilometer. Avrinningsområdet består mestadels av skog (72 %) och sankmarker (13 %). Avrinningsområdet har 0,38 kvadratkilometer vattenytor vilket ger det en sjöprocent på 1 %.